# The Heartbreak Kid (película de 2007)
The Heartbreak Kid (Matrimonio compulsivo en España y La mujer de mis pesadillas en Hispanoamérica) es una película de comedia romántica de 2007 dirigida por Bobby y Peter Farrelly. Es protagonizada por Ben Stiller, y Malin Åkerman, es una versión de la película de 1972 del mismo nombre. También es protagonizada por Michelle Monaghan, Jerry Stiller, y Carlos Mencia. El guion para esta película fue escrito por Leslie Dixon, Scot Armstrong, los hermanos Farrelly y Kevin Barnett.

## Sinopsis
Un hombre (Eddie) conoce a una mujer (Laila) que cree que es a quien ama de verdad. Deciden casarse y, estando en su luna de miel, se da cuenta de la histérica personalidad de su esposa. Más tarde conoce a una mujer (Miranda) y descubre que no ama verdaderamente a su esposa, sino a Miranda. Cuando ésta se entera de que él estaba coqueteando con ella estando casado, se enoja y se va. Él la va a buscar, y cuando llega a la casa de ella para aclarar las cosas, se entera de que está casada desde hace dos semanas, y ella lo rechaza. 18 meses después, él abre un negocio en la playa, y se reencuentra con Miranda, que lo fue a ver, y le dijo que se había separado, y quedan en encontrarse por la tarde. Luego, aparece la nueva esposa de Eddie, Consuelo (Eva Longoria), y quedan en salir a cenar, volviendo de vuelta al mismo predicamento engañoso.

## Reparto
- Ben Stiller como Eddie Cantrow.
- Malin Åkerman como Laila Cantrow.
- Michelle Monaghan como Miranda.
- Jerry Stiller como Doc Cantrow.
- Rob Corddry como Mac.
- Carlos Mencia como Tío Tito.
- Danny McBride como Martin.
- Ali Hillis como Jodi.
- Kayla Kleevage
- Stephanie Courtney como Gayla.
- Scott Wilson como Boo.
- Polly Holliday como Beryll.
- Eva Longoria como Consuelo Cantrow.
- Shawn Michaels
- Leslie Easterbrook

## Promoción
Durante la vista previa de la película en la Convención de Cómics de San Diego de 2007, una escena de sexo en la película fue cortada debido a una reacción negativa ante la desnudez en las películas anteriores en esa convención, como 300 y Borat.

## Recepción

### Taquilla
La película recaudó USD $ 14.022.105 en 3.219 salas de cine en su primer fin de semana, poniéndola en el segundo lugar en la taquilla en América del Norte. La película finalmente recaudó un total de USD $ 127.766.650 de manera internacional, que incluye USD $ 36.787.257 en América del Norte y USD $ 90.979.393 en otros territorios.

### Crítica
The Heartbreak Kid ha recibido desde críticas mixtas a negativas de parte los críticos de cine. El sitio web de reseñas Rotten Tomatoes otorgó a la película una puntuación de 29% sobre una base de 156 comentarios, con una calificación promedio de 4.6 / 10. El consenso del sitio indica "A pesar de algunas actuaciones afables, The Heartbreak Kid no es ni tan audaz ni tan divertida como otras películas anteriores de los hermanos Farrelly". En Metacritic, la película obtuvo una puntuación media de 46 sobre 100, basada en 30 comentarios, lo que indica "críticas mixtas o promedio". La audiencia consultada por CinemaScore le dio a la película una calificación promedio de "C" en una escala de entre A+ hasta F.
Peter Travers (Rolling Stone) declaró a  la película como la "Peor Remake del Año" en su lista de las "Peores Películas de 2007". En un clip para los MTV Movie Awards 2008, mientras discutían, Robert Downey Jr. da un codazo a Stiller acerca de la débil recepción de esa película.[cita requerida]